# انسجام (اسم)
اِنْسِجَام هو اسم علم مؤنث من أصل عربي، وجاء الاسم على صيغة 4، ومعناه هو تحقيق التوزان والتناسق.